# Muddy Roots
Seinen Anfang als Musikfestival nahm Muddy Roots auf der June Bug Boogie Ranch in Cookeville, Tennessee, USA im Jahr 2010. Neben den auftretenden Künstlern beinhaltete das Festival auch Camping, Stände, eine Car Show und eine Pin-up-Aufführung. 2012 expandierte das Festival und schuf den ersten Ableger in Belgien auf dem Gelände des Cowboy Up Steakhouse Saloon in Waardamme. Präsentiert wurde dort dieselbe Mischung aus verschiedenen Musikstilen, wie bereits bei dem Original-Festival in Tennessee. Ebenfalls 2012 kündigte Muddy Roots ein drittes, separates Festival an. Der Muddy Roots Spring Weekender fand am Red River Canoe Campground in Adams, Tennessee statt. Alle Muddy-Roots-Musikfestivals bieten eine Plattform für Musiker unterschiedlicher Genres, inklusive Country-Musik, Blues, Rock ’n’ Roll, Rockabilly, Punkrock, Bluegrass und amerikanischer Folkmusik. Am 6. Mai 2013 gab Muddy Roots auf ihrer Website bekannt, dass Slowboat Film einen Dokumentarfilm über die Evolution amerikanischer Musik, mit dem Titel „Hard Soil“, bei dem Festival in Tennessee und in Europa drehen werde.

## Geschichte
Das erste Muddy Roots Music Festival fand von Freitag, 28. Mai bis Sonntag, 30. Mai 2010 in Cookeville, Tennessee, USA auf der June Bug Boogie Ranch statt. 2011 fand das zweite alljährliche Muddy Roots Music Festival von 3. bis 4. September 2011 in Cookeville, Tennessee, USA auf der June Bug Boogie Ranch statt. Das Festival fügte eine dritte Bühne für Musik- und Filmdarbietungen hinzu. Vom 31. August bis 2. September fand 2012 das dritte alljährliche Muddy Roots Musik Festival in Cookeville, Tennessee, USA auf der June Bug Boogie Ranch statt.
Das erste alljährliche Muddy Roots Europe Festival fand von Samstag, 9. Juni bis Sonntag, 10. Juni 2012 auf dem Gelände des Cowboy Up Steakhouse Saloon in Waardamme, Belgien statt. Das europäische Festival beinhaltete viele der Künstler, die auch bei dem Muddy Roots Music Festival in Cookeville, Tennessee, USA dabei waren. Vom 10. bis 11. Mai 2013 fand in Red River auf dem Canoe Campground das erste Muddy Roots Spring Weekender Festival statt. Das erste Muddy Roots Spring Weekender Festival fand von Freitag, 10. Mai bis Samstag, 11. Mai 2013 in Red River auf dem Canoe Campground statt. 2013 folgte das vierte alljährliche Muddy Roots Music Festival findet von 30. August 1. September in Cookeville, Tennessee, USA auf der June Bug Boogie Ranch statt. Das Line-Up rühmt sich mit der Punkband Black Flag, die als einer der Headliner ihr erstes US-Konzert seit ihrer Wiedervereinigung geben werden.